# Звезда Александера

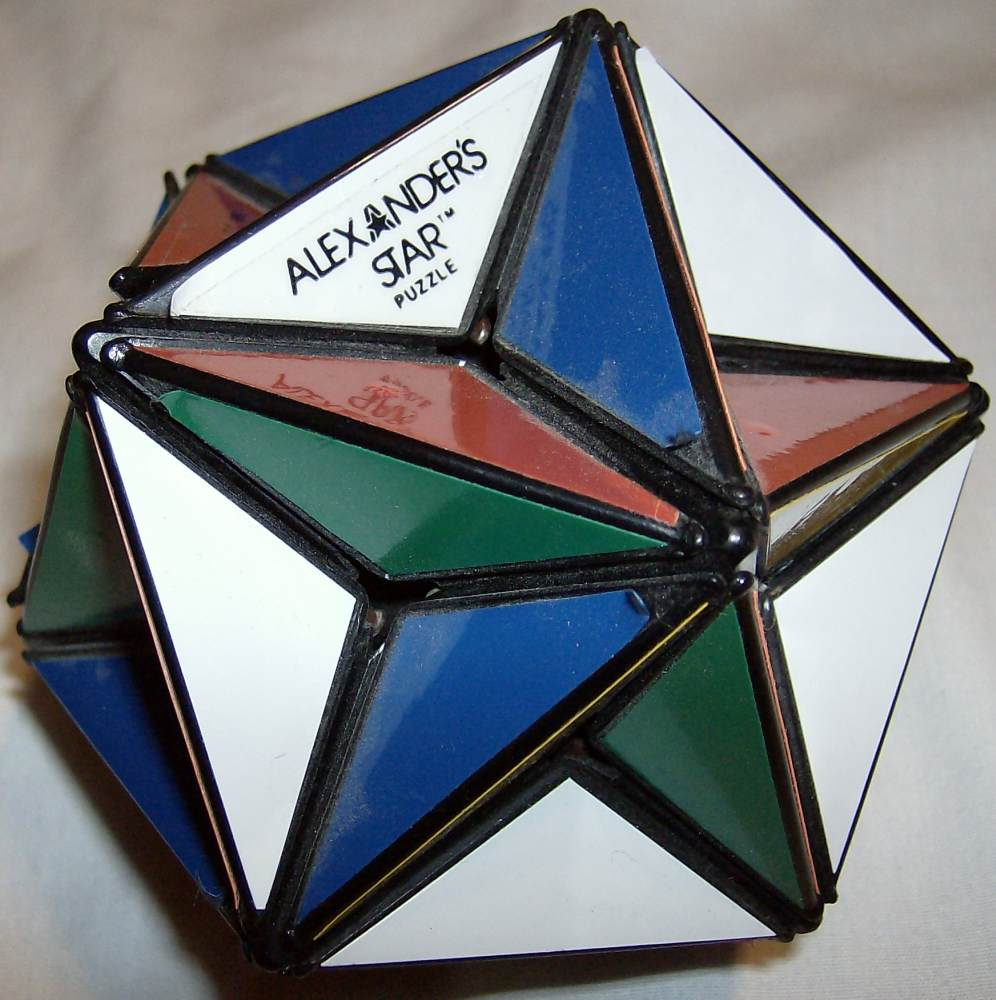
Звезда Александера на серебряной подставке

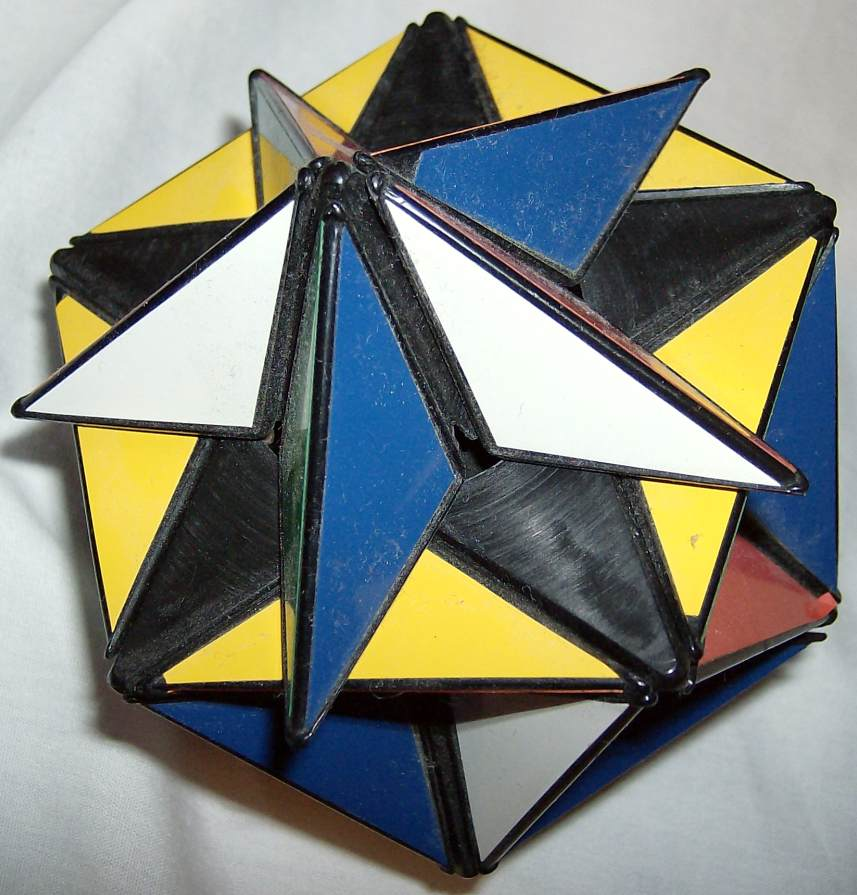
Звезда в другом положении

Звезда Александера (англ. Alexander's Star) — шарнирная головоломка в форме большого додекаэдра.

## История
Звезда Александера была изобретена американским математиком Адамом Александером в 1982 году, запатентована 26 марта 1985 года (патент США № 4506891) и выпускалась компанией Ideal Toy Company также в США. Изготавливалась в двух вариантах: с крашеными плоскостями или с наклейками. Поскольку от постоянного использования и тугого вращения грани трутся и наклейки быстро стираются, компания перешла на вариант с крашеными плоскостями. Компания закрылась в 1997 году.
Сегодня головоломку Звезда Александера можно либо приобрести на аукционах, либо собирать на эмуляторе, либо сделать самому из мегаминкса.

## Описание
Головоломка имеет 30 подвижных частей, которые поворачиваются в звездообразных группах вокруг своих крайних вершин. Углы мегаминкса были скрыты. Ребра и центры были удлинены до максимума, насколько это возможно, до точки пересечения их плоскостей. Цель головоломки состоит в том, чтобы разместить движущиеся части так, чтобы каждая звезда была окружена пятью плоскостями одного цвета, а противоположные звёзды были окружены одинаковыми цветами, что эквивалентно решению в шестицветном Мегаминксе. Головоломка решена, когда каждая пара параллельных плоскостей состоит из одного цвета. У шестицветной звезды Александера 24 собранных состояния.

## Перестановки
Головоломка имеет 30 рёбер, каждое из которых можно повернуть в одно из двух положений, что теоретически означает 30!×230 возможных перестановок. Это число недостижимо по следующим причинам :
- Возможны только чётные перестановки рёбер, что сокращает число комбинаций до 30!/2.
- Ориентация последнего ребра определяется ориентацией остальных рёбер, что сокращает количество комбинаций до 229.
- Поскольку противоположные стороны решённой головоломки имеют одинаковый цвет, каждое ребро имеет «дубликат». Невозможно поменять все 15 пар (нечётная подстановка), поэтому количество комбинаций сокращается в 214 раз.
- Ориентация головоломки не имеет значения (так как нет фиксированных центров плоскостей в качестве опорных точек), поэтому количество комбинаций делится ещё на 60. Имеется 60 возможных позиций первого ребра, но все они эквивалентны из-за отсутствия центров плоскостей.

Это даёт в общей сложности {\displaystyle {\frac {30!\times 2^{15}}{120}}\approx 7.24\times 10^{34}} возможных комбинаций (примерно 72,4 дециллиона по короткой шкале или 72,4 квинтиллиарда по длинной шкале). Точное значение — 72 431 714 252 715 638 411 621 302 272 000 000.